# Le Cabanhal
Le Cabanial és un municipi occità del Lauragès, a Gascunya, del departament de l'Alta Garona, a la regió d'Occitània.